# Bresciaoggi
Bresciaoggi är en morgontidning som ges ut i Brescia, Lombardiet, Italien. Tidningen grundades 1974.